# Lasker
Lasker – miasto w Stanach Zjednoczonych, w stanie Karolina Północna, w hrabstwie Northampton.